# Astragalus albispinus
Astragalus albispinus — вид квіткових рослин з родини бобових (Fabaceae). Ареал охоплює такі країни: Іран.

## Середовище
Це багаторічна нелазяча трав'яниста рослина, що зустрічається в лісах і степах помірного поясу; також повідомлялося про її знаходження на гравії. Вид знайдений на висотах 1600–2650 метрів. Немає відомих серйозних загроз для цього виду.